# Erich Mielke
Erich Fritz Emil Mielke (Berlín, 28 de diciembre de 1907 - Berlín, 21 de mayo de 2000) fue un político comunista alemán y oficial del servicio de seguridad estatal de la República Democrática Alemana (RDA), la popularmente denominada "Stasi". Durante estos años mantuvo el rango militar de Armeegeneral.

## Biografía
Nació en 1907 en Berlín, en el seno de una familia de predominio socialdemócrata, aunque en 1925 ingresó en el Partido Comunista de Alemania (KPD), coincidiendo con los agitados años de la República de Weimar. Mielke se integró en la organización paramilitar del KPD. El 9 de agosto de 1931 participó en el asesinato de dos oficiales de la Landespolizei de Berlín, Paul Anlauf y Franz Lenck. El capitán Anlauf había dirigido numerosas redadas contra los mítines organizados por el Partido comunista. A consecuencia del atentado, tuvo que huir de Alemania y marchar al exilio, poco tiempo antes de la llegada al poder de los nazis. 
Después de pasar por Amberes, se trasladó a la Unión Soviética, donde entró a trabajar para el NKVD, el servicio de inteligencia y seguridad en la etapa de Stalin. Participó en la guerra civil española como uno de los agentes secretos soviéticos que actuaron en la zona republicana, integrado en el Servicio de Información Militar (SIM). Tras el final de la Segunda Guerra Mundial volvió a Alemania, instalándose en la zona de ocupación soviética que más tarde se convertiría en la RDA. Mielke se convirtió en un protegido del general soviético Ivan Serov, que lo situó como adjunto de Wilhelm Zaisser al frente de una nueva policía secreta alemana para la zona soviética, el Kommissariat 5.
En 1949 fue creada oficialmente la República Democrática Alemana (RDA). Desde 1950 hasta su retiro fue miembro del Comité central del Partido Socialista Unificado de Alemania (SED), y poco después entró a trabajar en el nuevo Ministerio para la Seguridad del Estado (Ministerium für Staatssicherheit, MfS o Stasi). En 1957 Mielke pasó a dirigir la Stasi. De acuerdo con el historiador John Koehler, Mielke convirtió a la Stasi "en un instrumento para la opresión de la población de Alemania oriental como también en uno de los servicios de inteligencia más efectivos del mundo". En su momento de mayor apogeo, la Stasi llegó a emplear a más de 85 000 agentes a tiempo completo y a otros 170 000 colaboradores informales que manejaban información de millones de personas. Sus tentáculos también se extendían sobre la Alemania occidental a través del Hauptverwaltung Aufklärung (HVA). Durante esa época Mielke también desempeñó el cargo de presidente de la asociación deportiva SV Dynamo, compuesta por miembros de los cuerpos de seguridad de la Alemania oriental.
Tras la caída del muro de Berlín en noviembre de 1989, Mielke dimitió de todos sus cargos públicos mientras se desmoronaba la RDA y la Stasi era reestructurada.
Después de la Reunificación alemana, en 1991 fue juzgado por el asesinato de los dos oficiales de policía en 1931. En los archivos de la policía de Berlín habían sobrevivido a la guerra mundial las confesiones de varios testigos que incriminaban a Mielke. Aunque la defensa argumentó que las confesiones de los testigos se habían realizado bajo torturas de los nazis, el juez concedió el beneficio de la duda y permitió su uso. En 1993 fue condenado a seis años de cárcel, pero en 1995 fue liberado de prisión debido a su débil estado de salud. Falleció en Berlín en 2000, a los 92 años de edad.